# Platycercus
Platycercus és un gènere d'ocells de la família dels psitàcids.

## Descripció
Són cotorres de mida mitjana amb cua llarga, una mida que oscil·la entre els 26 i 37 cm. Les plomes de l'esquena presenten un aspecte escamat característic que difereix entre espècies. Totes les espècies tenen les galtes acolorides de forma diferenciada al plomatge circumdant. Solen presentar poc o cap dimorfisme sexual, les femelles i els mascles generalment tenen plomatges similars excepte en el cas de la cotorra caragroga. Els juvenils de les espècies amb galtes blaves i de la cotorra caragroga tenen un plomatge principalment verd característic, mentre que els immadurs de les espècies de galtes blanques simplement tenen els tons més apagats que els adults.

## Distribució i hàbitat
Són nadius d'Austràlia i les illes properes, on habiten als boscos, zones de matoll, camps de cultiu i parcs i jardins de zones suburbanes. L'àrea de distribució està restringida a muntanyes i planes de regions costaneres, i són absents de l'interior del continent australià. També s'han establert poblacions introduïdes a Nova Zelanda (especialment a l'illa del Nord) i l'illa Norfolk.

## Comportament i ecologia
Aquestes cotorres s'alimenten principalment de llavors i fruits, que agafen amb les potes. Solen banyar-se a les basses naturals o artificials. No s'observa empolainament mutu entre els membres del gènere i solen gratar-se el cap amb la pròpia pota. El ritual d'aparellament és simple: el mascle mou la cua de banda a banda i fa inclinacions de cap, i la femella li respon imitant-lo.
Com la majoria de cotorres, nien en cavitats, generalment en grans arbres de zones forestals. Solen fer postes de diversos ous que la femella cova sola al voltant de 21 dies. El mascle alimenta la femella durant aquest període i continua alimentant-la a ella i els pollets algun temps més. Els pollets es cobreixen ràpidament de plomissol blanc i triguen unes cinc setmanes a deixar el niu.

## Avicultura
La majoria d'aquestes cotorres són populars ocells de companyia i freqüents als aviaris. Poden viure més de 20 anys i són relativament fàcils de criar. Tots tenen fama de ser agressius en captivitat, i és recomanable mantenir-los separats d'altres ocells. La dieta en captivitat es compon de llavors, fruites com la poma, pera i raïm, i vegetals com l'enciam, l'herba i les bledes.

## Malalties
Les roselles són susceptibles a les infeccions per cucs intestinals i a les infeccions micòtiques, sobretot si es troben a l'aire lliure, on s'alimenten a terra. També són propenses a la psitacosi.

## Taxonomia

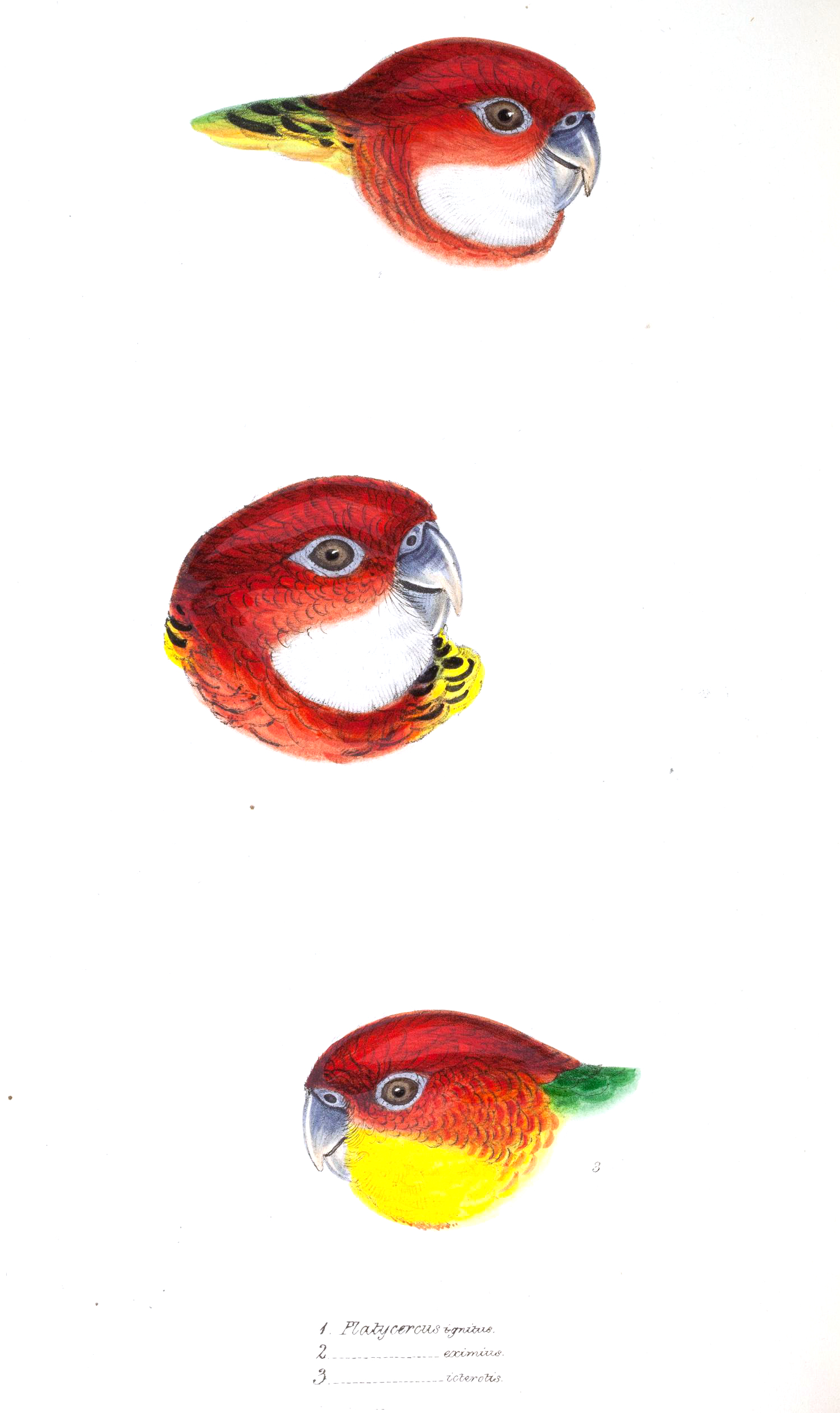
Comparació dels caps de Platycercus a l'obra “Sinopsis” de John Gould (1837).

El gènere va ser descrit pel naturalista Nicholas Aylward Vigors el 1825. El nom Platycercus és un terme que procedeix del grec antic «platykerkos» que significa “ample”.
Les relacions taxonòmiques properes han estat sense aclarir fins fa poc, citant-se com a parents més propers al lloro de collar groc (gènere Barnardius) citat com a parent més proper per alguns, i el gènere Psephotus per altres; basant-se amb el plomatge de la cotorra caragroga com enllaç amb aquest darrer gènere.
Els primers colons europeus es van trobar amb la cotorra multicolor a Rose Hill, Nova Gal·les del Sud, ara Parramatta, i així la van anomenar la cotorra de Rosehill que es va convertir en “Rosehiller”. Vigors va definir el gènere Platycercus el 1825, basant-se en l'arquitectura distintiva de les plomes de la cua i l'ala, i va designar la cotorra de Pennant (Platycercus elegans) (com a Platycercus pennantii) com a espècie tipus. La descripció com una cua plana o ampla es basa en la de Heinrich Kuhl, que va separar els exemplars de Psitacins en un grup amb cues que eren "estretes i falcades", és a dir, un contorn afilat en falca.
Hi ha, a grans trets, tres grups d'espècies en aquest gènere. Són les espècies de galtes blaves que inclouen P. elegans i P. caledonicus, les espècies de galtes blanques, P. eximius, P. adscitus i P. venustus i les espècies de galtes grogues, P. icterotis. La diferència observada en el plomatge s'ha vist reforçada per estudis moleculars realitzats el 1987 i el 2015 que situen P. icterotis com una branca basal.
Hi ha sis espècies i moltes subespècies: Ovenden i els seus col·legues van analitzar l'ADN mitocondrial, confirmant els llinatges de galtes blaves i blanques. Van trobar que P. caledonicus era basal a les altres formes de galtes blaves, amb P. elegans nigrescens divergent d'altres subespècies de P. elegans. A més, P. venustus era basal per a P. eximius i P. adscitus. No obstant això, un estudi mitocondrial publicat el 2017 va trobar que P. eximius era la branca anterior del llinatge que es va dividir en P. adscitus i P. venustus, i que, per tant, els tàxons no germans podien hibridar-se. L'any 2015, Ashlee Shipham i els seus col·legues van publicar un estudi molecular basat en l'ADN nuclear que va trobar que P. venustus i P. adscitus eren espècies germanes, i que P. elegans nigrescens va divergir abans que P. caledonicus.
Segons la Classificació del Congrés Ornitològic Internacional (versió 14.2, 2024) aquest gènere està format per 6 espècies:
- cotorra pàl·lida (Platycercus adscitus).
- cotorra de Tasmània (Platycercus caledonicus).
- cotorra de Pennant (Platycercus elegans).
- cotorra multicolor (Platycercus eximius).
- cotorra caragroga (Platycercus icterotis).
- cotorra encaputxada (Platycercus venustus).